# TEE Friedrich Schiller
 (février 2025).
La mise en forme du texte ne suit pas les recommandations de Wikipédia : il faut le « wikifier ».
Les points d'amélioration suivants sont les cas les plus fréquents. Le détail des points à revoir est peut-être précisé sur la page de discussion.
- Les titres sont pré-formatés par le logiciel. Ils ne sont ni en capitales, ni en gras.
- Le texte ne doit pas être écrit en capitales (les noms de famille non plus), ni en gras, ni en italique, ni en « petit »…
- Le gras n'est utilisé que pour surligner le titre de l'article dans l'introduction, une seule fois.
- L'italique est rarement utilisé : mots en langue étrangère, titres d'œuvres, noms de bateaux, etc.
- Les citations ne sont pas en italique mais en corps de texte normal. Elles sont entourées par des guillemets français : « et ».
- Les listes à puces sont à éviter, des paragraphes rédigés étant largement préférés. Les tableaux sont à réserver à la présentation de données structurées (résultats, etc.).
- Les appels de note de bas de page (petits chiffres en exposant, introduits par l'outil «  Source ») sont à placer entre la fin de phrase et le point final[comme ça].
- Les liens internes (vers d'autres articles de Wikipédia) sont à choisir avec parcimonie. Créez des liens vers des articles approfondissant le sujet. Les termes génériques sans rapport avec le sujet sont à éviter, ainsi que les répétitions de liens vers un même terme.
- Les liens externes sont à placer uniquement dans une section « Liens externes », à la fin de l'article. Ces liens sont à choisir avec parcimonie suivant les règles définies. Si un lien sert de source à l'article, son insertion dans le texte est à faire par les notes de bas de page.
- La présentation des références doit suivre les conventions bibliographiques. Il est recommandé d'utiliser les modèles {{Ouvrage}}, {{Chapitre}}, {{Article}}, {{Lien web}} et/ou {{Bibliographie}}. Le mode d'édition visuel peut mettre en forme automatiquement les références.
- Insérer une infobox (cadre d'informations à droite) n'est pas obligatoire pour parachever la mise en page.

Pour une aide détaillée, merci de consulter Aide:Wikification.
Si vous pensez que ces points ont été résolus, vous pouvez retirer ce bandeau et améliorer la mise en forme d'un autre article.
Le TEE Friedich Schiller était un train rapide qui reliait Dortmund à Stuttgart, de 1979 à 1982. Exploité par la Deutsche Bundesbahn, le TEE Friedrich Schiller était un Trans-Europ-Express (donc uniquement en première classe) jusqu'à la fin du service d'hiver le 21 mai 1982 puisqu'il cessait définitivement de circuler. 
Le nom de ce TEE fait référence de Friedrich Schiller, célèbre poète allemand du XVIIIè siècle.

## Parcours et arrêts
- 27 mai 1979 Dortmund, Essen, Duisburg, Dusseldorf, Köln, Bonn, Koblenz, Mainz, Darmstadt, Heidelberg, Stuttgart (506,4 km). Ne circule pas les samedis et dimanches, interrompu aux services été 1980 et 1981[1].
- 27 septembre 1981 Itinéraire modifié entre Essen et Dortmund avec arrêt à Gelsenkirchen dans le sens pair seulement (512,8 km)[1].
- 23 mai 1982 TEE supprimé[1].

## Numérotation[1]
- 27 mai 1979 TEE 17-16

## Matériel et compositions
- 27 mai 1979 Voitures TEE de la DB, 2 jeux comprenant : 4 Av, 1 Ap, 1 Ar (roulement combiné sur 2 jours entre les TEE 16-29-28-17)[1].
- 30 septembre 1979 Composition ramenée à 3 Av, 1 Ap, 1 Ar[1].
- 27 septembre 1981 Composition limitée à 2 Av, 1 Ap, 1 Ar[1].

Restauration assurée par la DSG.